# Asthena amurensis
Asthena amurensis là một loài bướm đêm trong họ Geometridae.